# ČSD-Baureihe 534.0
Die Fahrzeuge der Baureihe 534.0  waren fünffachgekuppelte Güterzug-Schlepptenderlokomotiven der Tschechoslowakischen Staatsbahnen (ČSD). Zwischen 1938 und 1945 trugen die in den Bestand der Deutschen Reichsbahn eingeordneten Lokomotiven die Betriebsnummern 58 2201 bis 58 2216.

## Geschichte
Die Lokomotiven der Baureihe 534.0 wurden Anfang der 1920er Jahre bei Škoda in Pilsen entwickelt. Konstruktiv entsprachen sie noch den alten österreichischen Baugrundsätzen. Die ersten 30 Lokomotiven wurden 1923 bei Škoda mit den Fabriknummern 241 bis 270 für die ČSD gefertigt. Später wurde auch die Firma Breitfeld&Daněk in Slaný in die Fertigung mit einbezogen. Die Lokomotiven bewährten sich. Bis 1938 wurden insgesamt 128 Lokomotiven an die ČSD ausgeliefert.
Auch nach Auflösung der Tschechoslowakei in die eigenständige Slowakei und das Protektorat Böhmen und Mähren im Jahr 1939 wurden noch weitere Lokomotiven gefertigt. In den Jahren 1942 und 1943 wurden weitere 21 Lokomotiven dieses Typs gebaut, davon gingen elf an die Slovenské železnice (SŽ) und zehn an die Protektoratsbahnen Böhmen und Mähren (BMB-ČMD). Sie erhielten nach 1945 die ČSD-Nummern 534.0129 bis 534.0149. Die 1938 zur DR gekommenen Lokomotiven wurden im Oktober 1942 an die BMB verkauft.
Im Zweiten Weltkrieg bestanden Pläne, die Baureihe 534.0 als Kriegsdampflokomotive 2 weiter zu bauen. Hintergrund war, dass viele Eisenbahnstrecken in Böhmen und Mähren nur für eine Achslast von 14,5 Tonnen ausgelegt waren und die DR-Baureihe 50 dort nur bedingt einsetzbar war. Zwischen dem 21. und 31. Mai 1940 fanden dazu vergleichende Messfahrten mit beiden Baureihen auf der Strecke Brünn–Böhmisch Trübau (Brno–Česká Třebová) statt, in deren Ergebnis letztlich vom Weiterbau der Reihe 534.0 abgesehen wurde.
Nach dem Ende des Zweiten Weltkrieges wurden nochmals entsprechende Lokomotiven gebaut, die allerdings wegen einiger konstruktiver Änderungen in die Baureihe 534.03 eingeordnet wurden.
Im Dezember 1973 wurde mit der 534.0123 die letzte Lokomotive ausgemustert. Museal erhalten blieb die 534.027 als Exponat des Technischen Nationalmuseums Prag.